# Blue Lagoon (drank)
Blue Lagoon is een populair zomers drankje. Het bestaat uit een mix van blauwe Curaçao, wodka en limonade. Het wordt geserveerd met ijsklontjes ("on the rocks").